# 湖墅路
湖墅路是位于杭州市的一条南北向道路，南起环城北路连接武林路，北至小河路，是集文化、居住、商业为一体的主干道，全长4.26千米，以湖墅得名。其中江涨桥以南称湖墅南路，以北称湖墅北路。

## 历史
湖墅路沿线宋朝时称湖州路，明朝时始有湖墅八景，有“十里银湖墅”的美称。
民国时期为分段的石板路，从南自北分称青龙巷、半道红直街、马塍庙直街、陡门坝、清河闸、木梳弄直街、上关帝庙直街、红石板直街、米市巷直街、清朝寺牌楼、左家桥直街、大夫坊、茶亭庙直街、卖鱼桥直街、珠儿潭、娑婆桥直街、明真宫直街、康家桥直街。
1952年，上述路段被拓宽，统称为武拱路或洪武路，1966年改称为长征路，1981年定名为湖墅路。
2006年，湖墅路作为“五纵六路”整治目标之一，部分路段由双向四车道拓宽为双向六车道，并恢复了部分“湖墅八景”景观。
2016年，为准备G20杭州峰会，拱墅区对湖墅路沿线景观进行了改造。